# 臺灣大學公共宿舍 (大院子)
25°01′27″N 121°31′57″E / 25.024172°N 121.5324684°E
臺灣大學公共宿舍，俗稱大院子，位於臺灣臺北市大安區，今列歷史建築。

## 建築特色
大安區溫州街一帶以殷海光故居為中心向東側發展，延伸到俞大維故居、再到紫藤廬相接，形成日式古蹟聚落，行走其間，有大樹、庭園、黑瓦、蔓藤等，是臺北市鬧中取靜的地方。其中和平東路一段258巷、殷海光故居旁的臺灣大學公共宿舍因有大片的戶外空間，被校方及社區居民暱稱為「大院子」。其基地面積共1355.2坪，總建築面積 401.7坪，中央棟占216.09坪。
該區域中央棟為公共空間，建築體為輕鋼架洋小屋為主，內有會客室、休閒室、餐廳等。牆體表面粉刷採用石灰混合麻絨熟成為灰漿之工法。建築外觀素雅，除腰壁有簡潔的溝面磚線角收邊外，幾乎無裝飾紋飾。半圓形窗框上，與臺灣大學古建物一樣有十三溝面磚。窗框內設置有金屬製之平衡錘以利用槓桿原理，使上、下拉窗時可隨停留所想要位置。
戶外有兩口水井及一處防空洞。南北側十二個住宿單元之房舍採用日式小屋結構，除渡廊為木造外均為磚造，展現日治中後期建築特色。

## 建物歷史

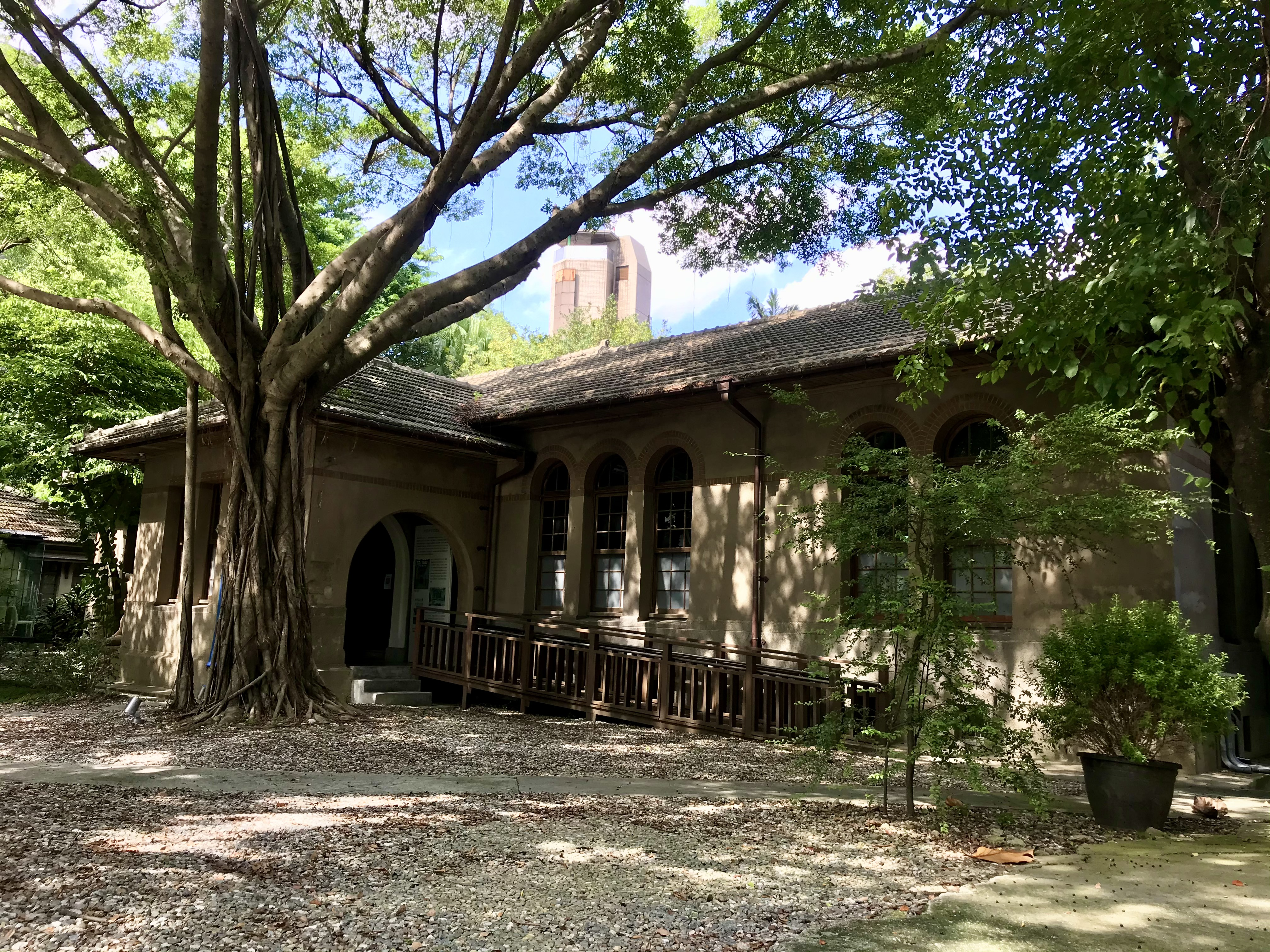
中央棟建築

中央棟建物由臺灣總督府官房會計課設計發包，設計者為總督官房營繕課技師八板志賀助，工程承攬者為塚本與之助，1931年3月8日舉行上梁儀式，初期可能是日本帝國海軍水交社，即海軍軍官俱樂部。後做為日僑小學，1952年產權歸屬臺灣大學作為教職員宿舍。1950年代，台大教授傅樂成曾在此撰寫《傅斯年傳》。
2003年4月10日，臺灣大學開始拆除溫州街一帶台灣大學老宿舍群，引起當地文史人士和社區居民抗議。2012年11月1日，臺北市文化局審議通過，登錄為歷史建物，定名為「臺灣大學公共宿舍」 。2013年2月5日清晨，作為餐廳的中央棟建物被焚毀，約50分鐘撲滅，部分本造建材全部燒掉，僅剩牆壁，其他教職員的單身宿舍未受波及。力麒董事長郭淑珍斥資新臺幣8000多萬修復，2019年10月7日重開幕。

## 外部連結
- 大院子的Facebook專頁